# 안드레이 코지레프
안드레이 블라디미로비치 코지레프(러시아어: Андре́й Влади́мирович Ко́зырев; 1951년 3월 27일 ~ )는 러시아의 정치인으로, 보리스 옐친 대통령 밑에서 외무장관을 역임했으며, 1990년부터 러시아 소비에트 연방 사회주의 공화국 시기 및 1992년부터 러시아 연방 시기에 걸쳐 1996년까지 재직했다. 코지레프는 옐친의 자유민주주의적 관점을 지지하는 것으로 여겨졌으며, 소련의 붕괴 직후 러시아의 외교 정책을 나토를 더 이상 위협으로 보지 않고, 서방과의 통합을 추구하며, 구소련 국가들에서 스스로를 주장하지 않는 방향으로 발전시키려 노력했다. 코지레프의 친서방적이고 자유주의적인 외교 정책은 1995년부터 시작된 나토 확장으로 인해 지지를 잃었고, 1996년 초 러시아의 "안보 국가" 이익을 대표하는 예브게니 프리마코프로 교체되었다.
재임 기간 말 코지레프는 더욱 보수적인 입장을 취하며 서방 외교관들에게 강경 민족주의자들이 옐친 행정부의 대안이라고 주장했고, 나토 확장이 러시아 내 민족주의 정치 활동을 조장할 위험이 있다고 경고했다.
그는 제1차 오슬로 협정과 제2차 오슬로 협정, 그리고 이스라엘–요르단 평화 조약 서명 당시 러시아 대표였다. 코지레프는 국립 모스크바 국제 관계 대학교 (MGIMO)에서 역사학 박사 학위를 취득한 후 1974년에 소련 외무부에 입사하여 다양한 직책을 거쳐 외무장관으로 임명되었다.

## 어린 시절과 교육
코지레프는 1951년 브뤼셀에서 임시로 근무하던 소련 엔지니어의 아들로 태어났다. 그는 외무부가 운영하는 외교관 양성 학교인 국립 모스크바 국제 관계 대학교에서 교육을 받았다. 1969년 그곳에서 학업을 시작하기 전, 그는 모스크바의 콤무나르 기계 제작 공장에서 1년 동안 조립공으로 일했다. 그는 부분적으로 유대계 혈통이다.

## 소련 외교 경력
코지레프는 1974년에 학업을 마쳤다. 그는 유엔 및 생물학 및 화학전 문제를 포함한 군비 통제 문제를 담당하는 국제 기구 부서의 연설문 작성자 겸 연구원으로 소련 외무부에 들어갔다. 다음 3년 동안 그는 역사 과학 분야에서 대학원 학위를 취득하고 군비 거래 및 유엔에 관한 여러 책을 출판했다.
코지레프의 외무부 경력은 그를 유망한 젊은 소련 외교관으로 각인시켰다. 그는 1979년에 국제 기구 부서의 대사관원으로, 이듬해에는 3등 서기관이 되었다. 승진은 꾸준히 이루어졌다. 1982년에는 2등 서기관, 1984년에는 1등 서기관, 1986년에는 참사관이 되었다. 고르바초프의 외무장관인 에두아르드 셰바르드나제에 의한 외무부 개편 이후, 1988년에는 명칭이 변경된 국제 기구 관리국의 부국장이 되었다. 이듬해 코지레프는 자신보다 20년 연상인 인물을 대신하여 관리국장이 되었다.
코지레프는 1990년 12월 12일자 소련의 대통령 미하일 고르바초프의 법령 제 UP-1177호에 따라 소련에서 가장 높은 외교 등급인 특명전권대사로 승진했다.

## 러시아 외무장관
1989년 여름 고르바초프의 글라스노스트가 열어준 기회를 잡은 코지레프는 레닌주의의 본질인 "국제 계급 투쟁"이라는 레닌주의 개념을 부인하는 기사를 썼다. 이 기사는 소련 언론에 처음 게재된 후 워싱턴 포스트 및 전 세계 주요 뉴스 매체에 실려 그를 정치적 인물로 알리는 계기가 되었다.
1990년 10월, 러시아 연방의 반항적인 의회는 코지레프를 외무장관으로 임명하는 투표를 했다. 1991년 소련 8월 쿠데타 실패 후, 그는 예고르 가이다르와 아나톨리 추바이스를 포함한 보리스 옐친 대통령의 젊은 개혁가 팀에 합류하여 그들의 서방 자유민주주의 이상을 공유했다. 그는 39세의 나이에 러시아 외무장관이 되었고, 러시아가 독립 국가가 되고 여러 면에서 소련의 후계자가 되면서 보리스 옐친의 신임을 얻고 유지했다. 코지레프는 탈냉전 세계 형성에 서방과 러시아가 파트너가 되도록 노력했다. 그는 미국과의 갈등보다는 협력을 강조하면서도, 러시아가 몰락한 초강대국이 아닌 국제 정치의 강대국으로 대우받아야 한다고 주장했다. 그는 미국과의 주요 군비 통제 협정과 핵 비확산을 지지했다. 그는 또한 많은 사람들에게 탈공산주의 러시아에서 자유주의와 민주주의를 위한 가장 중요한 목소리 중 하나로 여겨졌다.
코지레프는 벨라베자 조약 초안 작성자 중 한 명이었다. 그는 2019년 회고록에서 "독립국가연합을 수립하는 서명된 문서는 사실상 지구상에서 가장 큰 나라이자 우리의 조국인 소련에 대한 사형 선고였다. 우리에게는 감격적인 순간이었다. 그러나 우리는 그것이 불가피하다는 것을 알았고, 훨씬 더 재앙적인 결과를 피하기 위해 최선을 다했다."라고 썼다.
1992년 코지레프는 발트해 지역 9명의 외무장관 및 EU 집행위원과 함께 발트해 국가 이사회 (CBSS)와 EuroFaculty를 설립했다.
드미트리 시메스에 따르면, 1992년 봄 코지레프는 모스크바 방문 중 전 미국 대통령 리처드 닉슨에게 러시아의 국가 이익을 "보편적인 인류 가치"로 정의했다고 말했다. 닉슨은 그에게 새로운 러시아 정부가 러시아의 국가 이익을 무엇으로 보는지 물었다. 그들의 대화 후, 닉슨과 시메스 둘 다 코지레프가 모든 외교 정책 질문에서 미국을 따른다면 러시아 정치에서 자신의 입지를 약화시킬 위험이 있다고 생각했다.
1992년 12월 15일, 코지레프는 극적이고 전례 없는 외교적 기동으로 러시아의 보수적, 민족주의적 세력에 대한 자신의 반대 입장을 강조했다. 그는 유럽 안보 협력 기구 (CSCE) 외무장관들과 러시아 대표단을 놀라게 하며 러시아 민족주의 반대파의 많은 입장을 반영하고 반서방 정책으로의 회귀를 위협하는 듯한 연설을 했다. 그러나 연설을 한 시간 후 그는 이를 철회하며, 이전에 자신이 옹호했던 견해는 "러시아 반대파의 가장 극단적인 요소들의 요구"를 반영한 것이라고 경고했다. 그가 걱정할 만한 이유가 있었다. 한 달 전 프라우다는 그가 "이전 사회주의 진영을 조각내고 있다... 코지레프는 사실상 새로운 미국 제국의 확장을 위한 길을 닦고 있다"고 보도했다. 다른 사람들은 가이다르 정부의 "젊은 개혁가"들이 바르샤바 조약 동맹국들과의 "역사적" 유대를 끊고, 코지레프가 친서방 외교 정책에 대한 집착 때문에 러시아 이익의 "전통적" 영역을 포기했다고 비난했다. CSCE 연설은 가이다르의 실각 닷새 만에 이루어졌다.
코지레프는 새로 설립된 SVR에서 그의 동료였던 예브게니 프리마코프를 "나토에 대한 일반적인 편견"을 가진 반동주의자로 묘사했다.
유엔 총회에서 코지레프는 1993년 압하지야 전쟁 (1992–93)의 수후미 학살 당시 이렇게 선언했다. "러시아는 그 어떤 국제기구나 국가 집단도 이 특정 탈소련 공간에서 우리의 평화 유지 노력을 대체할 수 없다는 것을 깨닫는다."
코지레프는 구소련 제국에서 이중 국적 개념을 추진하려 했으나 성공하지 못했다.
독일 재통일과 헬싱키 최종 의정서, 그리고 그에 따른 평화를 위한 동반자 관계의 나토 확장 추진에 대한 옐친의 혼란 속에서 그의 역할에 대해서는 여전히 의문이 남아 있다. 러시아를 나토에 가입시킬 기회는 옐친의 첫 임기 말까지 닫혔는데, 러시아에서 공포가 폭발하는 것을 피할 유일한 방법은 다른 바르샤바 조약 국가들보다 먼저 러시아를 추위에서 벗어나게 하는 것이었기 때문이다. 하지만 실제로는 정반대로 되었다.
그의 재임 기간 동안 미국의 국무장관은 짐 베이커, 로렌스 이글버거, 그리고 워런 크리스토퍼였다.

### 나토 확장
1995년 여름, 코지레프는 포린 폴리시에 "특히 미국인 서방 정치인들이 동맹과 러시아를 포함한 동유럽 간의 동반자 관계를 근본적인 변화 없이 나토의 급속한 확장 전략으로 대체하려는 경향이 점점 더 강해졌다. 이러한 행동 방침은 유럽을 재분할할 위험을 내포하고 있다. 또한 러시아에서 반서방 및 제국주의적 정치 세력의 성장을 부추기고 서방이 동반자 관계를 거부하고 유럽이 분열되도록 다시 야기할 것이다."라고 썼다. 그의 결론은 러시아 대중은 정부가 해외에서 안보 및 경제적 이익을 옹호하기를 기대하며, 러시아 민주주의자들은 서방 국가로부터 제국주의라는 비난 없이 이를 수행하여 국내 신뢰를 유지할 수 있어야 한다는 것이었다. 그는 또한 러시아를 유럽의 안보 위협으로 계속 간주하는 것은 러시아인들에게 정부의 이념이나 견해가 중요하지 않다는 것을 의미한다고 썼다.

### 핵확산금지조약과 크림반도를 둘러싼 우크라이나와의 갈등
1991년 10월, 알렉산드르 루츠코이 부통령은 우크라이나로 향하는 러시아 천연가스 수출 가격과 우크라이나 영토를 거쳐 유럽으로 가는 가격을 협상하기 위해 키이우로 갔다. 그 방문에서 그는 세바스토폴에 기반을 둔 흑해 함대의 러시아 통제 및 소유권을 주장했으며, 간접적으로는 크림반도 전체에 대한 러시아의 주권을 주장했다. 루츠코이는 공개적으로 키이우에게 핵무기를 보유하고 크림반도에 대한 주권을 주장할 수 있는 모스크바와의 갈등에 대해 경고했다.
1992년 4월과 1993년 3월에 크림반도를 주장하는 두 개의 유사한 결의안이 러시아 의회에서 통과되었다. 우크라이나는 미국에 도움을 요청했지만, 미국은 소련의 핵무기를 모스크바의 통제 하에 두려 했고, 넌-루가 협력적 위협 감소 프로그램을 통해 구소련 과학자들을 고용하려 했다. 코지레프가 공동으로 작성한 부다페스트 안전 보장 각서는 3개의 소규모 구소련 국가들에게 핵확산금지조약 가입과 러시아, 미국, 영국의 안보 보장을 대가로 안보 보장을 제공했다. 1996년 말까지 모든 핵무기는 러시아 영토로 제거되었고, 18년 후 블라디미르 푸틴은 크림반도와 돈바스를 침공하면서 이 합의를 파기했다.

## 국가두마 의원
1993년 12월 선거에서 코지레프는 무르만스크 지역의 자유주의 러시아의 선택 블록 후보로 국가두마 하원 의원 자리에 출마했다. 그는 10명의 경쟁자 중 60%의 득표율을 얻어 1994년 1월 국가두마가 소집되었을 때 무르만스크 대표로 의석을 차지했다.
그는 체첸 공화국 분쟁을 둘러싼 국제적 논란의 원인으로 지목되었다. 또한 나토의 보스니아 세르비아인 폭격과 동유럽으로의 나토 확장 계획을 막지 못한 것에 대한 희생양으로 지목되기도 했다.
코지레프는 서방에 항복하여 러시아가 "초강대국" 지위를 상실하게 한 점, 그리고 보스니아 전쟁 당시 보스니아 세르비아인을 지원하지 못한 점으로 국가두마로부터 비판을 받았다.
1996년 1월 무르만스크에서 국가두마 의원으로 두 번째 당선된 후, 코지레프는 두 직책을 겸직하는 것이 금지되어 외무부에서 물러났다. 그의 후임 외무장관은 예브게니 프리마코프였다. 이는 그와 대통령 모두의 정치적 선택이었다. "옐친에 의해 반개혁 세력을 달래기 위해 희생되었냐?"는 질문에 코지레프는 로스앤젤레스 타임스에 "물론 약간의 후퇴가 있었다. 정체가 있다는 것은 인정해야 한다. ... 그것은 진정한 정치적 갈등이었다. 나는 패배했다. 나는 뒤집혔다. 내 시대가 다시 올 것이고, 내 정책들이 조만간 다시 돌아올 것이라고 믿는다."고 말했다. 두 번째 두마 임기가 끝난 후 코지레프는 사적인 사업을 위해 정부를 떠났다.
코지레프는 2000년 선거까지 두마 의원이었다.

## 만년, 회고록, 평론 활동
"블라디미르 푸틴이 재강요한 권위주의적, 반서방 체제는 승리하지 못할 것"이라고 확신하는 코지레프는 2010년 미국으로 이주했으며, 적어도 2015년부터 마이애미에 거주하면서 2019년에 옐친 시대의 음모 중심에서의 자신의 시간을 다룬 회고록 『불새: 러시아 민주주의의 잡히지 않는 운명』(마이클 맥폴 서문. 피츠버그: 피츠버그 대학교 출판부, 2019)을 출간했다. 코지레프는 2014년 외교관 청중에게 "공허한 약속은 공허한 위협보다 훨씬 나쁘다"고 경고했다.
그의 회고록에서 코지레프는 "미국이 러시아를 전통적인 시장(즉, 바르샤바 조약 기구 국가들)에서 공격적으로 밀어냈고, 러시아는 상처를 달래며 불량 정권에 무기와 기술을 팔도록 내버려두었다"고 불평한다. 전반적으로 그는 서방이 1990년대에 "윈스턴 처칠 급의 인물"이 부족하여 러시아가 위험한 민주주의 전환을 이루는 데 도움이 되지 못했다고 느낀다. 코지레프는 덧붙여 "이 시기에 우리의 노력이 실패한 것은 미국의 잘못도, 서방의 잘못도 아니다. [...] 미국은 매우 도움이 되었고, 물론 우리는 더 많은 도움을 원했다. 더 많은 도움이 필요했다. 그러나 궁극적으로는 우리에게 달려 있었다"고 말하며, "옐친은 어떤 종류의 새로운 시스템을 구축해야 할지에 대해 매우 막연한 생각만을 가지고 있었다. [...] 가이다르와 나 같은 사람들은 아이디어가 있었지만 자본주의 경험이 없었다. 이것은 예를 들어, 덩샤오핑이 실제로 미국에 살면서 자본주의를 직접 경험했던 중국과는 달랐다. [...] 우리 중 누구도 실질적인 의미에서 무엇을 구축하고 싶은지 알지 못했다. [...] 우리의 문제는 처음부터 [...] 옐친은 옛 체제를 파괴하기에 적합한 인물이었지만, 새로운 체제를 구축하기에는 적합하지 않다는 것을 알고 있었다는 것이다."
2020년 제임스 A. 베이커 3세 공공정책 연구소 청중 앞에서 코지레프는 오바마의 2014년 크림 주민투표와 이어진 러시아의 크림반도 합병에 대한 대응이 "미약했다"고 말했다.
코지레프는 체첸의 일부 문제가 사우디아라비아에 의한 살라프주의와 와하브주의의 국제적 전파를 통해 제공된 특정 종류의 와하브 이슬람에서 비롯된 것이라고 생각한다.
코지레프는 2016년에 정부 시절에 대해 "최악의 경우 유고슬라비아 재앙이 재현될 수도 있었다. 이 지역은 전환점에 있었고, 불행히도 초기 성공에도 불구하고 러시아 정부 내의 민주화 세력은 성공하지 못했다."라고 다소 예언적인 글을 썼다.
코지레프는 2016년 윌슨 센터의 케넌 연구소에서 저명한 연구원이었다.

### 2022년 러시아의 우크라이나 침공
코지레프는 2022년 러시아의 우크라이나 침공과 블라디미르 푸틴 러시아 대통령의 서방 태도에 대해 노골적인 비판을 해왔으며, 다음과 같이 말했다. 
"이 모든 사람들, 대부분 KGB 출신들은 소련이 민주 세계와 함께 러시아 국민에게 냉전을 패배했다는 사실을 결코 동의하지 않았다. 그들은 그것을 받아들이지 않는다. 그들은 그것을 멈추고 싶어한다. 그리고 이제 그들은 이 [우크라이나 침공]이 그들의 마지막 결정적인 전투라고 생각한다."
2022년 3월, 코지레프는 침공 실패 후 크렘린 관리들이 푸틴을 축출할 수도 있다고 예상했다.
초기 인터뷰에서 코지레프는 러시아와의 직접적인 대결보다는 나토 동맹국들의 무기 공급을 제안했다. 그는 푸틴이 거기서 멈추지 않는다면 서쪽으로의 정복을 멈추지 않을 것이며, 우크라이나인들이 침공이 시작될 때까지 제대로 무장되지 않았다는 사실을 한탄했다. 푸틴은 이미 고조된 공격 상태에 있으며 어떤 약점이라도 추가 공격의 초대장으로 인식할 것이므로, 푸틴을 자극할 수 없다고 코지레프는 웃으며 말했다. 부다페스트 안전 보장 각서를 작성한 코지레프는 이번 침공을 그 조건의 "명백한 위반"이라고 부르며 푸틴의 이와 관련한 행동이 부끄럽다고 생각한다. 코지레프는 세르게이 라브로프의 변화에 실망했다. 코지레프는 푸틴이 코로나바이러스감염증-19를 두려워했으므로, 푸틴이 자신의 삶에 너무 집착하여 핵전쟁을 감수하지 않을 것이라고 추측한다. 그는 푸틴이 반러시아적 전형이라고 생각한다.
또 다른 인터뷰에서 코지레프는 3월 1일 러시아 외교관들에게 사임을 촉구하는 트윗을 올리며 푸틴이 "절박함 때문에 행동하고 있다. 그것은 분명하다."고 말했다.
러시아의 수도 점령 실패가 분명해진 2022년 3월 12일 방송된 인터뷰에서 그는 푸틴을 "정신 나간… 현실과 동떨어진… 망상에 빠진" 인물이라고 불렀다. 코지레프는 푸틴이 서방을 약하고 퇴폐적이라고 생각한다고 말했다. 코지레프는 이 전쟁이 재앙이라고 생각했다.
코지레프는 2022년 5월 저널 오브 데모크라시에 "푸틴이 패배해야 하는 이유"라는 제목의 에세이를 기고했는데, 그와 안드레이 블라디미로비치 콜레스니코프는 1933년 이후 독일 사회를 나치화한 글라이히샬퉁과 러시아가 통과시킨 "기본적으로 모든 형태의 반대를 범죄화"하고 독립 러시아 언론의 잔재를 해고하기 위한 "여러 법률 및 푸틴이 서명한 행정 명령" 사이의 유사점을 언급한다. 그는 안톤 트로야노프스키가 "소련 시대의 대량 학살과 정치적 투옥, 그리고 국가가 장려한 동료 시민에 대한 고발의 역사가 이제 러시아의 심화되는... 억압 위에 드리워져 있다"고 쓴 것을 슬프게 관찰하며, 20세기 두 시스템이 공통으로 가진 한 가지 요소는 전체주의라고 생각한다.
2025년 4월 11일, 러시아 법무부는 코지레프를 러시아의 "외국인 대리인" 목록에 추가했다.

## 학술적 비판
호주 학자이자 러시아 전문가인 그레이엄 길은 코지레프의 러시아 외무부 재임 기간을 "오히려 수동적이었다"고 평가한다.
세르게이 라드첸코는 코지레프의 2019년 회고록이 "모든 것이 가능해 보였던 시기, 아마도 서방에 뿌리내린 번영하고 민주적인 러시아까지 가능했던 시기의 모스크바 외교 정책에 대한 매력적인 통찰력을 제공한다. 코지레프는 책의 제목이 된 러시아 동화의 불새처럼 그 목표를 쫓았지만, 동화 속 영웅과는 달리 결코 잡지 못했다. 심지어 근처에도 가지 못했다."고 평가한다.

## 출판물
- Aslanli, Kenan (2024). 《Russia's Foreign Energy Policy: Resources, Actors, and Conflicts》. Routledge. ISBN 978-1-032-52808-3.
- Malinova, Olga; Casula, Philipp (2010).  Lecours, André; Moreno, Luis, 편집. 《Nationalism and Democracy: Dichotomies, complementarities, and oppositions》. Routledge. ISBN 978-0-415-55915-7.
- Simes, Dmitri (1999). 《After the Collapse: Russia Seeks Its Place As A Great Power》. Simon & Schuster. ISBN 0-684-82716-6.
- Kozyrev, Andrei (Summer 1995). 《Partnership or Cold Peace?》. 《포린 폴리시》. 3–14쪽. doi:10.2307/1149002. JSTOR 1149002.

## 추가 문헌
- George Fujii. "H-Diplo Review Essay 292 on Kozyrev. The Firebird: The Elusive Fate of Russian Democracy" (2020) online
- Tsygankov, Andrei P. Russia's foreign policy: change and continuity in national identity (Rowman & Littlefield, 2019).